# Veselskya
Veselskya là chi thực vật có hoa trong họ Cải.